# Alpina D3
Der Alpina D3 ist der erste Vierzylinderdiesel des Fahrzeugherstellers Alpina und der erste überhaupt gebaute PKW-Diesel mit einer Literleistung von 74 kW. Er basiert auf dem BMW E90/E91. Der D3 besitzt einen mittels Turbo aufgeladenen Dieselmotor, der 147 kW leistet. Vom Alpina D3 wurden insgesamt 866 Stück gebaut; davon 252 Touring- und 614 Limousinen-Modelle auf. Er wurde von Dezember 2005 bis April 2008 produziert und danach vom Alpina D3 Biturbo abgelöst.

## Motor
|                                                                  | D3 Limousine                       | D3 Touring                         |                          |
| ---------------------------------------------------------------- | ---------------------------------- | ---------------------------------- | ------------------------ |
| Motortyp                                                         | Dieselmotor                        | Dieselmotor                        |                          |
| Motorbauart                                                      | R4                                 | R4                                 |                          |
| Motoraufladung                                                   | Turbolader                         | Turbolader                         |                          |
| Gemischaufbereitung                                              | Common-Rail-Direkteinspritzung (1) | Common-Rail-Direkteinspritzung (1) |                          |
| Hubraum                                                          | 1995 cm³                           | 1995 cm³                           |                          |
| Leistung                                                         | 147 kW (200 PS)                    | 147 kW (200 PS)                    |                          |
| maximales Drehmoment                                             | 410 Nm bei 2000–3250/min           | 410 Nm bei 2000–3250/min           | 410 Nm bei 2000–3250/min |
| Höchstgeschwindigkeit                                            | 238 km/h                           | 234 km/h                           |                          |
| Beschleunigung 0–100 km/h                                        | 7,4 s                              | 7,7 s                              |                          |
| Kraftstoffverbrauch (nach EWG-Richtlinie, kombiniert auf 100 km) | 5,9 l                              | 6,0 l                              |                          |
| CO2-Emission, kombiniert                                         | 156 g/km                           | 160 g/km                           |                          |
| Abgasnorm nach EU-Klassifikation                                 | Euro 4                             | Euro 4                             |                          |

## Ausstattung
Der D3 ist im Vergleich zum BMW E90 mit einem zusätzlichen Frontspoiler ausgestattet. Ebenfalls optional erhältlich sind die Zierstreifen in gold oder silber an den Seiten und auf der Frontschürze und die Heckspoilerlippe. Die BMW-Abgasanlage wurde durch ein verchromtes Doppelendrohr ergänzt. Man konnte den D3 nur mit einem manuellen Schaltgetriebe bestellen. Erst mit dem D3 Biturbo konnte man ein automatisches Getriebe ordern. 
Jeder Wagen hat im Innenraum über dem Innenspiegel eine Plakette mit der Seriennummer. Der D3 besitzt die Injektoren des 535d (genauer: E6X, M57NTOP, 306D4); des Weiteren wurde der Turbolader durch einen Garrett GTB1756VK ersetzt. Der Ladeluftkühler stammt aus dem 325d bzw. 330(x)d (E9X).  

## Besonderheiten
Bei der Einführung des Modells Anfang 2006 hatte BMW bei der 3er-Reihe die Nische zwischen 320d und 330d noch nicht besetzt, so dass der D3 zunächst innerhalb der BMW-Modellfamilie konkurrenzlos blieb.